# Dole, Gospa Sveta
Dole (nemško Dellach) je naselje v Občini Gospa Sveta v Okraju Celovec-dežela na Koroškem v Avstriji.